# Mazyr

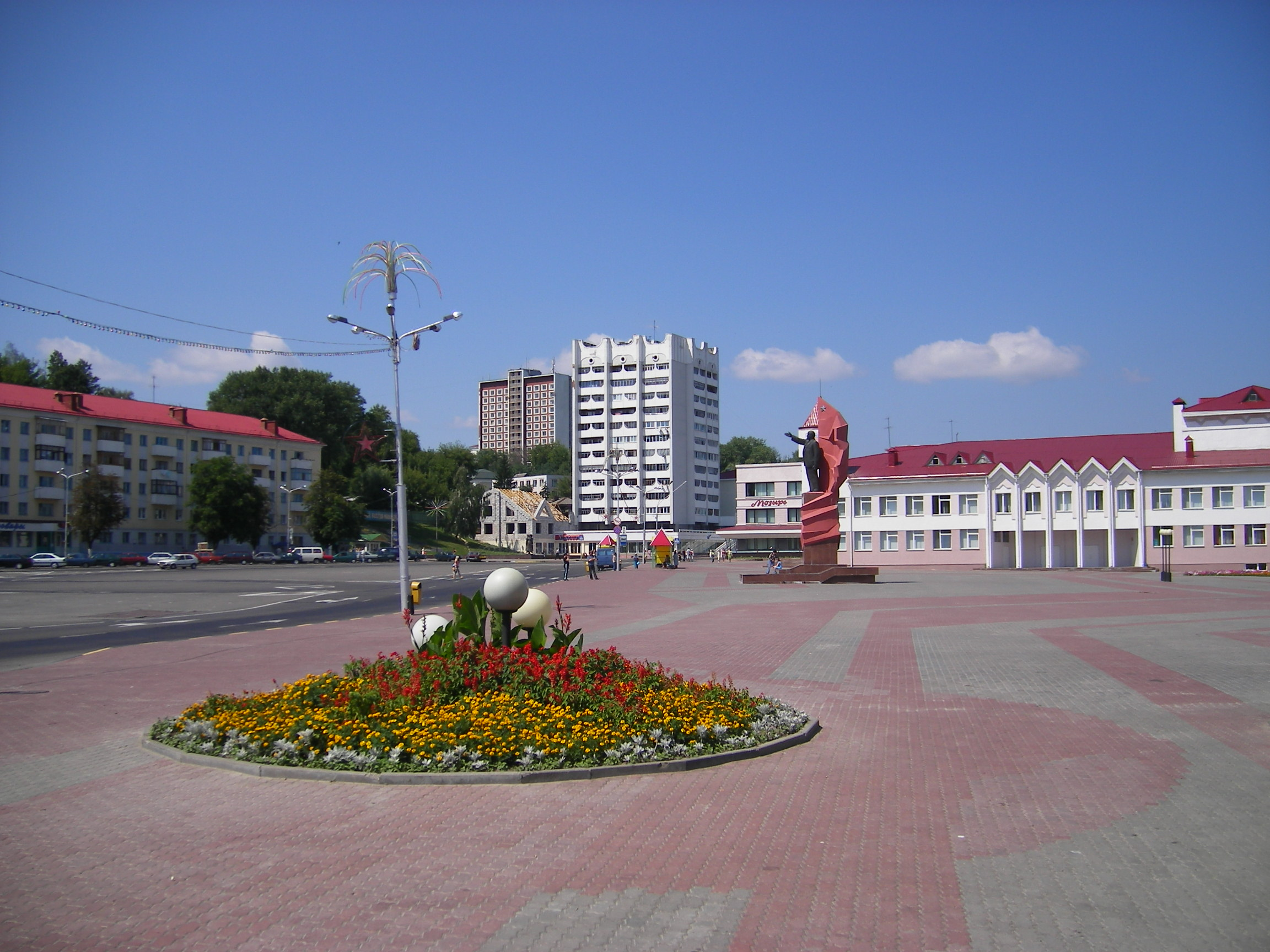
Het Leninplein in Mazyr

Mazyr (Wit-Russisch: Мазы́р, IPA: [ma'zɨr]; Russisch: Мо́зырь; Pools: Mozyrz; Litouws: Mozyrius) is een Wit-Russische stad aan de rivier Pripjat en ligt in de oblast Homel. De stad is ook bekend onder haar Russische naam Mozir, die in voege was voor de onafhankelijkheid van Wit-Rusland. 
De stad ligt iets ten noordwesten van Tsjernobyl, waar in 1986 een grote kernramp gebeurde. Doordat de wind naar het noordwesten waaide, heeft Mazyr veel te lijden gehad van de kernramp. Het is ondertussen wel weer grotendeels hersteld en telt ondertussen alweer 112.000 inwoners.
De lokale voetbalclub FK Slavia-Mazyr is meervoudig landskampioen van Wit-Rusland en speelt regelmatig Europees voetbal.

## Geboren
- Artem Milevsky (1985), voetballer
- Jawhen Senjoesjkin (1977), wielrenner
- Ksenia Sitnik (1995), zangeres